# Mont Chaberton
Mont Chaberton (wł. Monte Chaberton) – szczyt w Alpach Kotyjskich, części Alp Zachodnich. Leży w południowo-wschodniej Francji, w regionie Prowansja-Alpy-Lazurowe Wybrzeże, blisko granicy z Włochami. Szczyt można zdobyć drogą z miejscowości Cesana Torinese we Włoszech lub Briançon we Francji. 
Szczyt przeszedł w posiadanie Francji w wyniku ustaleń pokoju paryskiego z 1947 roku, poprzednio należał do Włoch. 

## Fortyfikacje
Na szczycie tym włoska armia w latach 1899-1913 zbudowała baterię artylerii. Była to najwyżej położona fortyfikacja w całej Europie. Bateria ta składała się z ośmiu armat dalekonośnych kalibru 149 mm 149/35 A umieszczonych w kopułach pancernych na położonych w rzędzie, w odległości 6 m od siebie, ufortyfikowanych wieżach. Podczas włoskiej inwazji na Francję, bateria rozpoczęła ostrzał rejonu natarcia, lecz 21 czerwca 6 z jej 8 wież zostało zniszczonych przez podciągnięte uprzednio w ten rejon francuskie ciężkie moździerze kalibru 280 mm. 

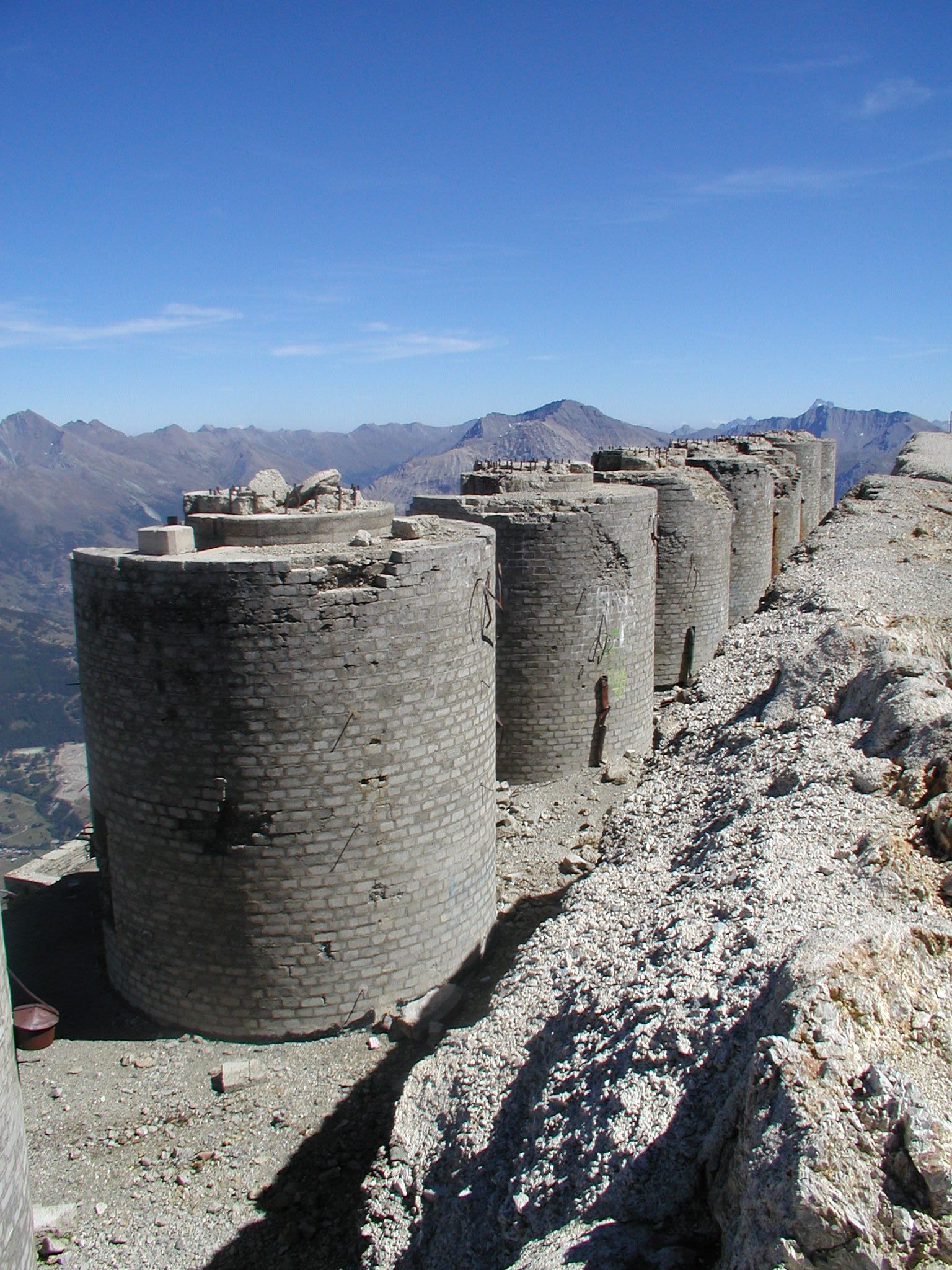
Pozostałości fortu Batteria Chaberton